# Henning Klüver
Henning Klüver (geboren 1949 in Hamburg) ist ein deutscher Kulturjournalist.

## Leben
Henning Klüver studierte Literaturwissenschaft und Kunstgeschichte in Hamburg, Berlin und Hannover. Er absolvierte eine Ausbildung an der Deutschen Film- und Fernsehakademie Berlin. Seit 1977 hält er sich vorwiegend in Italien auf. Klüver arbeitete von 1995 bis 2013 als Kulturkorrespondent der Süddeutschen Zeitung. Er ist heute als freier Mitarbeiter verschiedener Tageszeitungen und deutscher Rundfunkanstalten in Italien tätig. Er schreibt Analysen zu Politik und Gesellschaft in Italien. Er hat mehrere Reisebücher zu italienischen Regionen verfasst. Klüver ist mit einer Sardin verheiratet und lebt in Mailand.
Klüver benannte seinen Blog nach dem Danziger Geografen Philippus Cluverius.

## Schriften
- (Hrsg.): Mailand – Eine literarische Einladung. Berlin: Wagenbach, 2016
- Gebrauchsanweisung für Italien. 3. Aufl. München: Piper, 2016
- Gebrauchsanweisung für Mailand. München: Piper, 2014
- Gebrauchsanweisung für Sardinien. München: Piper, 2012
- Leonardo für die Westentasche. München: Piper, 2008
- Der Pate – letzter Akt, C. Bertelsmann, 2007
- Gebrauchsanweisung für Italien. München: Piper, 2002
- Dario Fo. Biographie. Rotbuch-Verlag, Hamburg 1998
- mit Peter Kammerer: Rom. Mit Fotos von Bernhard Schurian, Reinbek bei Hamburg: Rowohlt, 1997
- Sissi: die rebellische Kaiserin. Jugendbuch. Reinbek bei Hamburg: Rowohlt, 1996
- (Hrsg.): Norditalien: ein Reisebuch in den Alltag. Reinbek bei Hamburg: Rowohlt, 1994
- Piemont, Ligurien, Lombardei. München: Dt. Taschenbuch-Verl., 1993
- Sizilien. München: Gräfe und Unzer, 1992
- Venetien, Friaul. München: Gräfe und Unzer, 1992
- mit Lidia Pala: Sardinien. Hamburg: Hoffmann u. Campe, 1990
- mit Lidia Pala: Mailand. Hamburg: Hoffmann u. Campe, 1989